# Stínava
Stínava (en allemand : Stinau) est une commune du district de Prostějov, dans la région d'Olomouc, en République tchèque. Sa population s'élevait à 158 habitants en 2023.

## Géographie
Stínava se trouve à 10 km à l'ouest-sud-ouest de Kostelec na Hané, à 13 km à l'ouest-nord-ouest de Prostějov, à 26 km au sud-ouest d'Olomouc et à 191 km à l'est-sud-est de Prague.
La commune est limitée par Ptení à l'ouest, au nord et à l'est, par Vícov à l'est, par la zone militaire de Březina au sud, et par Malé Hradisko à l'ouest.

## Histoire
La première mention écrite de la localité date de 1223.

## Galerie

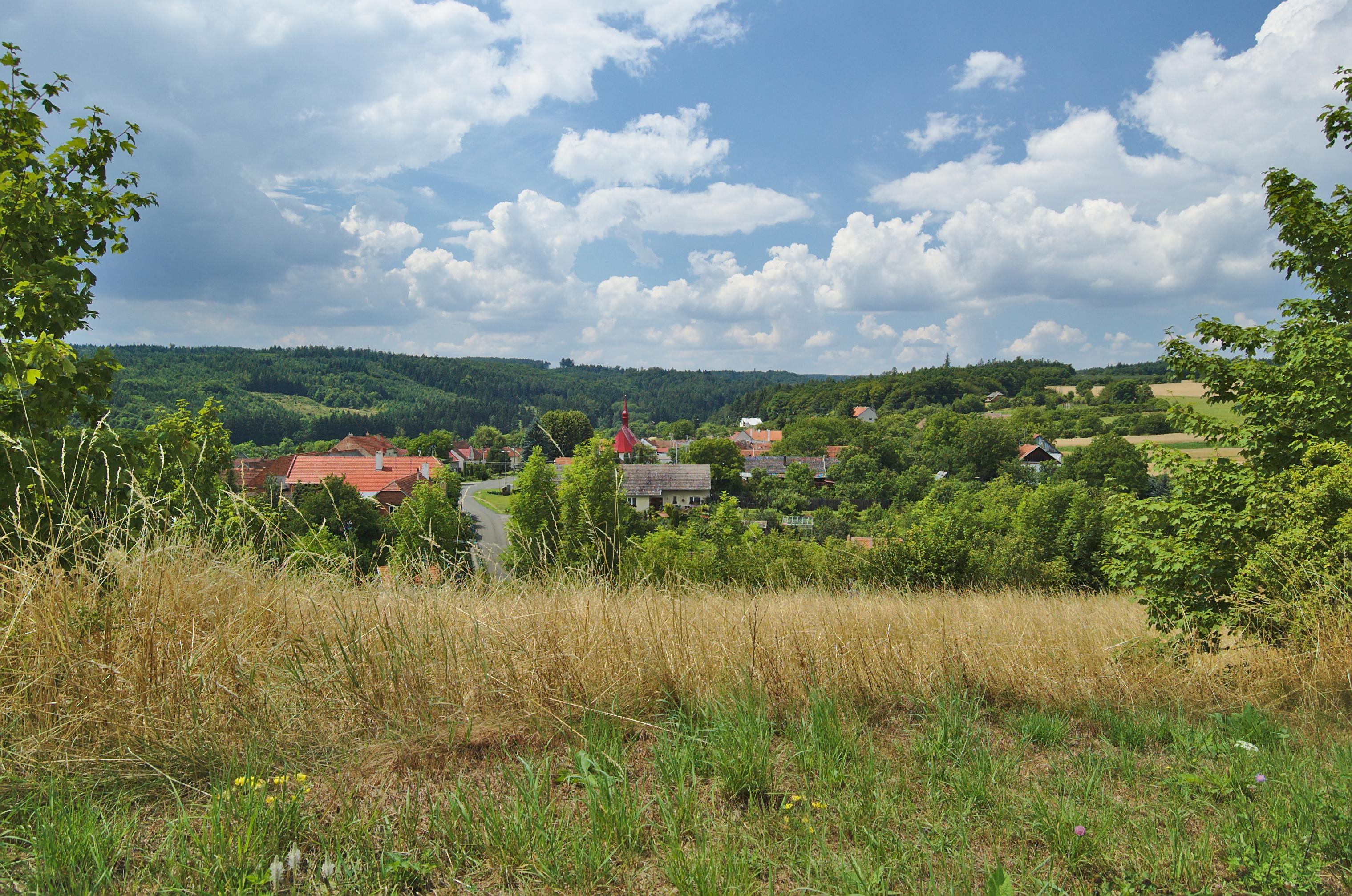
Vue de Stínava.
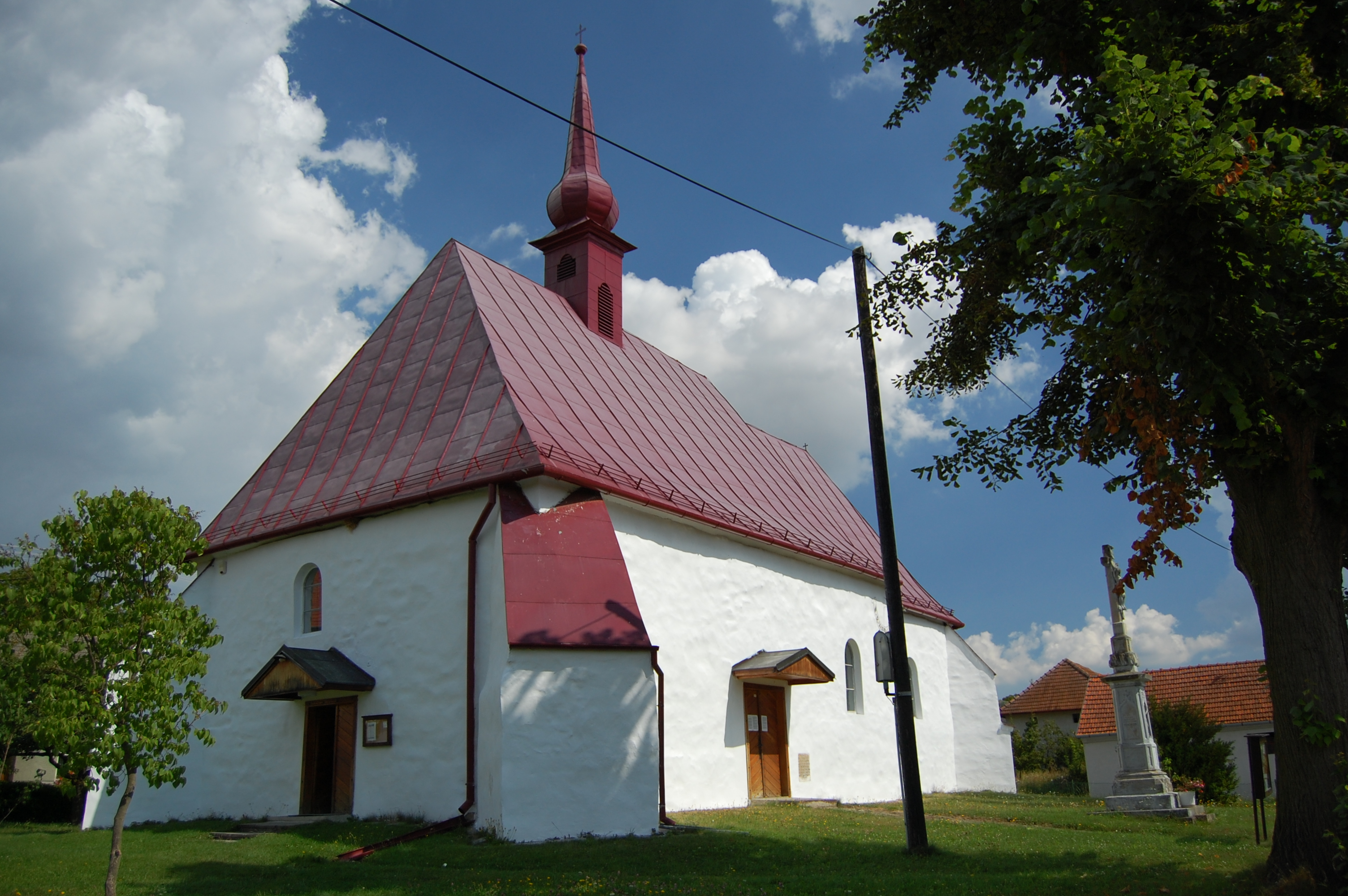
Église de la Sainte-Croix.

## Transports
Par la route, Stínava se trouve à 16 km de Prostějov, à 34 km d'Olomouc et à 250 km de Prague.